# Anthelephila maigudensis
Anthelephila maigudensis es una especie de coleóptero de la familia Anthicidae.

## Distribución geográfica
Habita en Etiopía.